# Carpathian Wolves
Carpathian Wolves prvi je studijski album poljskog black metal-sastava Graveland. Diskografska kuća Eternal Devils objavila ga je u prosincu 1994.

## O albumu
Album je izvorno objavljen kao CD i kaseta u prosincu 1994. Godine 1998. diskografska kuća No Colours Records objavila je reizdanje na LP-u, a 2001. na CD-u. Na albumu Carpathian Wolves sastav svira klasični black metal koji nema elemente pagan metala koji se pojavljuje na drugim albumima sastava.

## Popis pjesama
| 1.    | »Carpathian Wolves (Intro)«                                    | 3:36 |
| 2.    | »Barbarism Returns«                                            | 5:14 |
| 3.    | »In the Northern Carpathians (Intro)« (instrumentalna skladba) | 1:02 |
| 4.    | »In the Northern Carpathians«                                  | 5:10 |
| 5.    | »Impaler of Wallachia«                                         | 8:54 |
| 6.    | »Witches' Holocaust«                                           | 7:38 |
| 7.    | »At the Pagan Samhain Night«                                   | 8:12 |
| 8.    | »Unpunished Herd / Into the War (Outro)«                       | 7:20 |
| 47:06 |                                                                |      |

## Zasluge
| Graveland - Rob Darken – klavijature, gitara, vokal - Capricornus – bubnjevi, dodatni vokal (na pjesmi "Witches' Holocaust") - Karcharoth – bas-gitara, vokal (na pjesmi "At the Pagan Samhain Night") | Ostalo osoblje - Christophe Szpajdel – logotip sastava - Andrzej Czubiński – inženjer zvuka - Mateusz Karpow – naslovnica albuma |